# Antoni Kozubowski
Antoni Augustyn Dominik Kozubowski herbu Mora (ur. 11 sierpnia 1805 w Brzóstowej, zm. 3 września 1880 w Krakowie) – lekarz, profesor anatomii Uniwersytetu Jagiellońskiego, działacz gospodarczy.

## Życiorys
Ukończył szkołę powszechną w Wąchocku i szkoły średnie w Kielcach i Lublinie. W latach 1827–1831 studiował medycynę na Wydziale Lekarskim Uniwersytetu Warszawskiego. Po przerwaniu studiów brał udział w powstaniu listopadowym, podczas którego służył jako zastępca lekarza batalionu 5. pułku strzelców pieszych. Po upadku powstania znalazł się na terenie Prus, skąd przedostał się do Rzeczypospolitej Krakowskiej. Tu ukończył studia lekarskie na Uniwersytecie Jagiellońskim. Po wydaleniu go z Krakowa za udział w powstaniu wyjechał do Niemiec, gdzie uzupełniał studia medyczne na uniwersytetach we Wrocławiu, Dreźnie, Monachium i Würzburgu. Na tym ostatnim uniwersytecie uzyskał 28 czerwca 1833 stopień doktora medycyny i chirurgii na podstawie rozprawy o wrzodach kołtunowych. 
Następnie powrócił do kraju, gdzie osiedlił się na stałe w Krakowie. Początkowo w latach 1833–1834 był adiunktem kliniki chirurgicznej pod kierownictwem Ludwika Bierkowskiego. W latach 1834–1868 pracował na Wydziale Lekarskim uniw. w Krakowie: najpierw jako profesor anatomii i fizjologii (1834–1848), potem profesor anatomii (1848-1854). W 1848 był sekretarzem Wydziału Lekarskiego UJ. W okresie obowiązywania na UJ języka niemieckiego wykładowca anatomii porównawczej (1854–1861). W latach 1861–1868 powtórnie był profesorem anatomii, aż do przeniesienia na emeryturę. Znakomity wykładowca, o powszechnie ustalonej renomie. Zorganizował i urządził gabinet anatomii nie ustępujący podobnym na innych uniwersytetach. 
Drugą jego pasją było rolnictwo, gdzie interesował się ogrodnictwem, pszczelarstwem, a szczególnie jedwabnictwem. Był autorem wielu fachowych tekstów na ten temat, z których część w postaci artykułów opublikował w dodatku do "Czasu", poświęconym przemysłowi i rolnictwu, i w "Tygodniku Rolniczo-Przemysłowym". Inicjator powstania w 1865 Towarzystwa Pszczelno-jedwabniczego i Sadowniczego w Krakowie. Następnie był jego organizatorem i dyrektorem (1865–1868). W 1868 ciężko chory wycofał się z aktywnego życia społecznego.
Członek Towarzystwa Naukowego Krakowskiego (1835–1872), a następnie członek nadzwyczajny Akademii Umiejętności w Krakowie (1872–1880). Był również członkiem Towarzystwa Rolniczego Krakowskiego oraz Towarzystwa Fizjokratycznego. Od 1868 członek honorowy Krakowskiego Towarzystwa Lekarskiego. Członek korespondent Galicyjskiego Towarzystwa Gospodarskiego (1862–1880).
Pochowany został na cmentarzu Rakowickim w Krakowie (kw. 17, gr. rodz.).

### Prace Antoniego Kozubowskiego
prace z zakresu medycyny:
- De uiceribus plicosis, Würzburg 1833
- O karłakach, mianowice przedtatrowych, Kraków 1841
- Ueber den männlichen Apus cancritormis. Vorgelegt der Versamdlung der deutschen Naturforscher in Bonn. Bonn, 1857,
- O samcach przekopnicy okazałej, Kraków 1858

prace z zakresu gospodarstwa wiejskiego:
- Sposoby rozmnażania morw, Kraków 1861
- Jedwabnictwo czyli nauka o wychowaniu jedwabników morwowych ze stanowiska nowych badań naukowych, Kraków 1872 RCiN - wersja cyfrowa
- Jedwabniki dębowe i bałwianowe pod względem pochodzenia, właściwych im znamion i sposobu chowania, Kraków 1877 RCiN - wersja cyfrowa
- Różne sposoby szczepienia drzew owocowych i narzędzia ogrodnicze do tego potrzebne, Kraków 1878 POLONA - wersja cyfrowa

## Rodzina
Urodził się w rodzinie ziemiańskiej. Był synem Michała (1770–1826) i Małgorzaty z Szymańskich (1777–1876). Miał braci: literata i publicystę Feliksa (1799–1855), architekta Aleksandra Ludwika (1803–1853) oraz ziemianina Ferdynanda (1818–1902). Nie był żonaty. 